# عبدشتارت الأول
عبدشتارت الأول (باليونانية: Straton I) كان ملك مدينة صيدا الفينيقية، وقد حكم من 352 قبل الميلاد إلى 365 قبل الميلاد وذلك بعد وفاة والده بعل شليم الثاني.

## الإصلاح

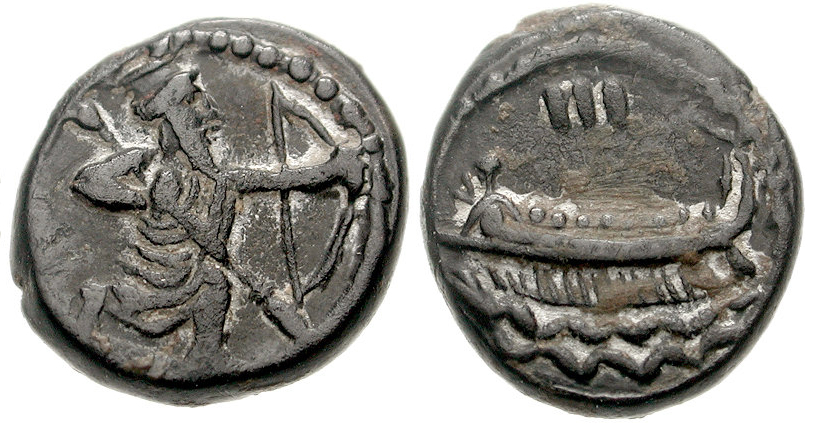
العملة الأخمينية لعبدشتارت الأول، حوالي 365-352 ق.م.

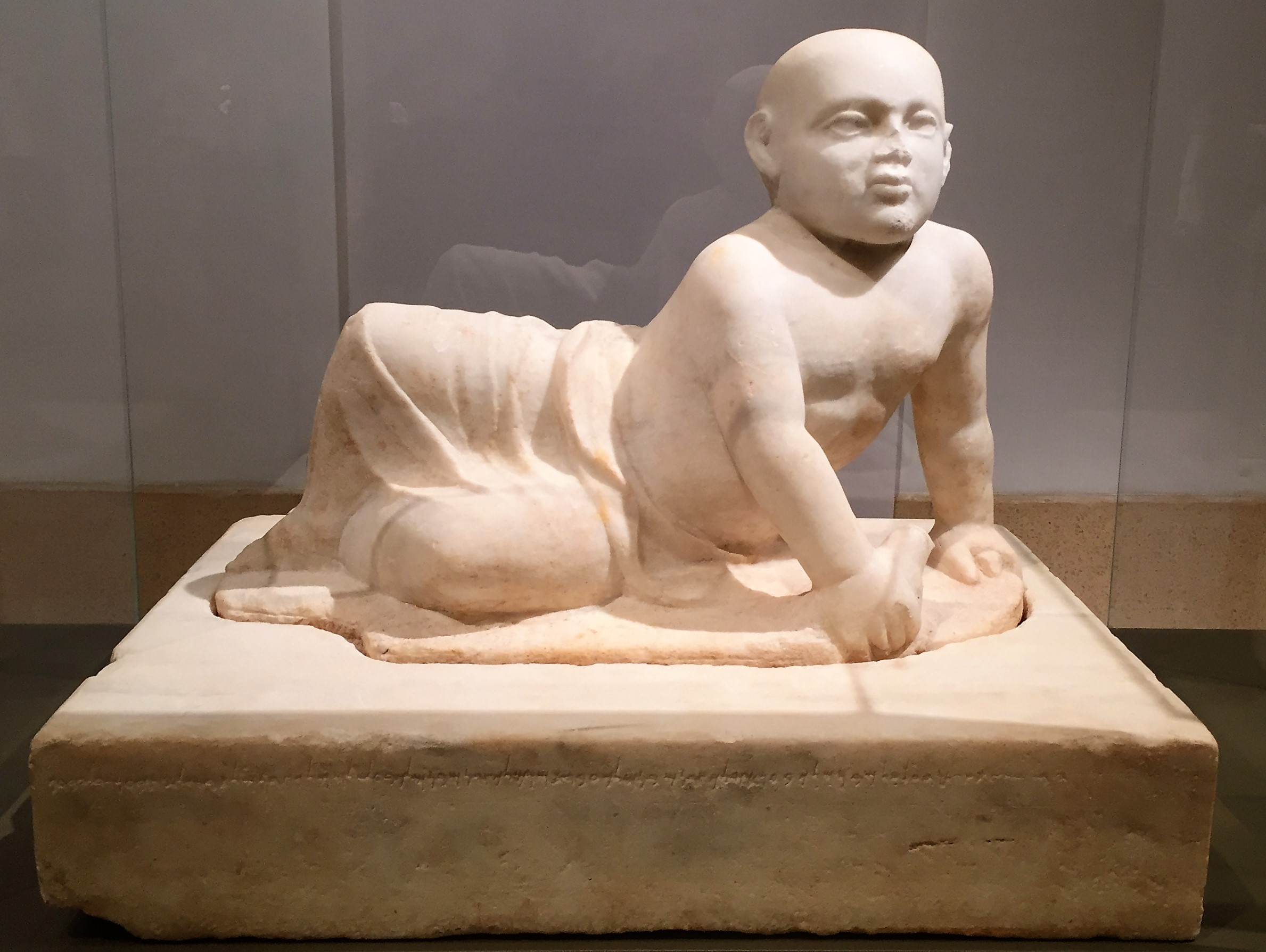
فتى معبد بعل شليم – تمثال نذري يقال إنه يصور عبدشتارت الأول، قدمه والده بعل شليم الثاني في معبد أشمون.

ويبدو أن اعتلائه العرش قد كان في فترة صعوبات اقتصادية وسياسية، حيث اتخذ على الفور "إجراءات طارئة"، مما أدى إلى خفض محتوى المعدن الثمين للشيكل الصيدوني المزدوج بمقدار 2 غرام (0.071 أونصة)، مما أدى إلى تخفيض قيمة العملة الصيداوية في عامه الأول. كما قام بتوسيع العملة بإضافة العملات البرونزية وكذلك الفضة، مما مول توسع البحرية الصيدونية. ومن المفترض أنه أعطى اسمه للمدينة المعروفة في العالم الهلنستي باسم برج ستراتون، والتي أعاد هيرودس الكبير تسميتها فيما بعد إلى قيصرية. ومع ذلك، يجادل جوزيف باتريش بأن برج ستراتون ربما تم تأسيسه خلال المملكة البطلمية بدلاً من ذلك، وفي هذه الحالة ربما كانت التسمية لجنرال بطلمي من القرن الثالث قبل الميلاد.

## الثورة ضد الإمبراطورية الأخمينية
شكل عبدشتارت تحالفات دبلوماسية مع أثينا ومصر. بالاعتماد على أسطوله المتزايد، بحلول عام 359 قبل الميلاد أو 360 قبل الميلاد، شعر بالقوة الكافية للثورة ضد الإمبراطورية الأخمينية . على الرغم من أن الفرس كانوا يقاتلون المصريين بالفعل (الذين غزا فرعونهم تاكوس فينيقيا)، ورغم أن المتمردين حققوا انتصارين عسكريين ضد جنرالات أرتحششتا الثالث في عامي 356 قبل الميلاد 358 قبل الميلاد، فقد قمع التمرد في عام 355 قبل الميلاد وأدى إلى الاحتلال الفارسي للسنوات الأربع التالية، حيث حظرت العملة الصيدونية، وتوقفت امتيازات سك العملة، وإدخلت العملة الفارسية قسراً. وقد وصفت الثورة بأنها "خطأ سياسي فادح" بالنسبة لعبدشتارت. لم يعاني الصيداويون من الأزمة المالية والقمع العسكري فحسب، بل خسروا أيضًا مساحات واسعة من الأراضي لصالح جارتهم صور.

## الحياة في وقت لاحق

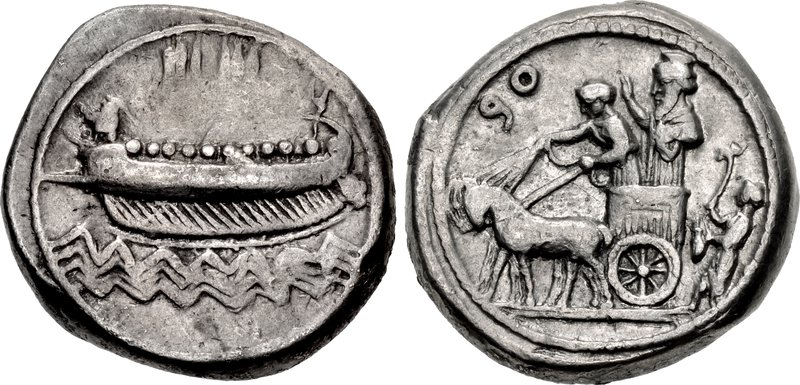
عملة ضربت في صيدا، الفينيقية الأخمينية، في زمن عبدشتارت الأول. Obv: السفينة الفينيقية والأمواج. القس: ملك فارس وسائق عربة يجرها حصانان. حاكم صيدا يقف خلف المركبة ويحمل صولجانًا ومزهرية نذرية. بتاريخ 360/59 ق.م.

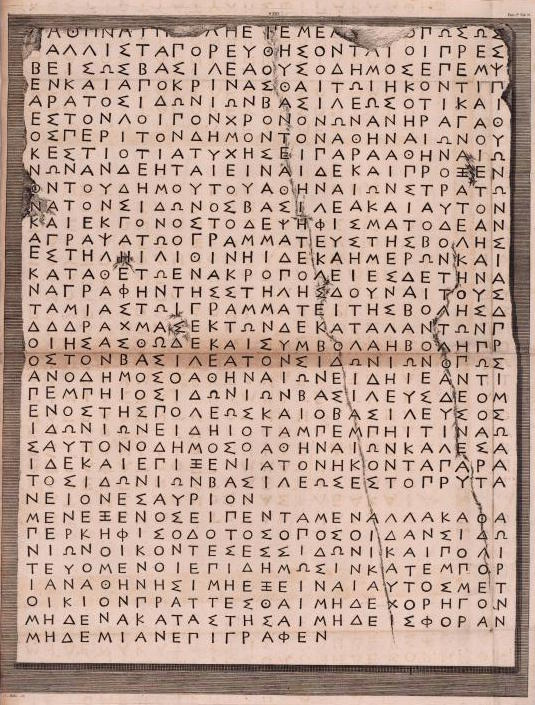
نقش على شرف ستراتون، الأكروبوليس في أثينا.

ترك الفرس عبدشتارت على العرش، وشرع في إقامة علاقات دبلوماسية مع أثينا وسلاميس، قبرص، والتي ربما دعمت ثورته ضد أرتحشستا. لا يعرف المؤرخون ما إذا كان هو آخر أفراد سلالته، حيث لا يزال من غير المؤكد ما إذا كان وريثه وخليفته المعروف، تينيس، هو ابنه أو أحد أقربائه المقربين. كرم عبدشتارت بنقش في الأكروبول في أثينا ( IG II 2 141):

… وحرص على أن يسافر الشعب الذي أرسله الناس إلى الملك بأكبر قدر ممكن، وأن يرد على الرجل الذي جاء من ملك صيدا، إذا كان في المستقبل رجلا صالحا لشعب أثينا، فلن يفشل في الحصول على ما هو عليه من الأثينيين. الاحتياجات. كما يكون ستراتون ملك صيدا بروكسينوس من شعب أثينا نفسه ونسله ...— نقش ستراتون ملك صيدا، الأكروبوليس في أثينا (مستخرج).  ترجمة ستيفن لامبرت، P. J. رودس.

## فهرس
- Elayi، Josette (2006). "An updated chronology of the reigns of Phoenician kings during the Persian period (539–333 BCE)" (PDF). Digitorient. Collège de France – UMR7912. مؤرشف من الأصل (PDF) في 2020-07-30.

## وصلات داخلية
| عبدشتارت الأول ملوك صيدا الفينيقيون |                      |            |
| سبقه بعل شليم                       | ملك صيدا 549-539 ق.م | تبعه تينيس |